# Winston Parks
Winston Parks (* 12. října 1981, Limón, Kostarika) je kostarický fotbalový útočník.
Do povědomí českých fanoušků se zapsal svým angažmá v FC Slovan Liberec. V české lize stihl během 1 sezony odehrát 17 zápasů a dát v nich 1 gól. Kvůli konkurenci Blažka a Nezmara a také kvůli hře Liberce na 1 útočníka si však nezahrál více. Do Liberce přišel z FC Lokomotiv Moskva. Hrál také v italském klubu Udinese Calcio.